# Stengelwasbekertje
Het stengelwasbekertje (Orbilia rectispora) is een schimmel behorend tot de familie Orbiliaceae. Het groeit in parken en plantsoen op kruidachtige plantendelen. Het komt voor op stengels van distel (Carduus of Cirsium). Het leeft in vochtige omgeving. 

## Kenmerken

### Uiterlijke kenmerken
De vruchtlichamen zijn kleurloos tot geel. De vruchtlichamen komen voor van mei tot juli.

### Microscopische kenmerken
De asci meten 29 tot 37 × 3 tot 3,5 µm. Parafysen hebben gezwollen einden. De ascosporen zijn bijna recht tot kommavormig en meten (5,5) 7 tot 9,2 × 0,6 tot 1,7 µm. Conidia zijn (3-)4-6(-8) cellig en meten 37 tot 67 × 5,3 tot 7,8 µm. 

## Verspreiding
Het stengelwasbekertje komt met name voor in Europa. Er zijn enkele waarnemingen bekend in Azië. In Nederland komt het stengelwasbekertje uiterst zeldzaam voor.

## Foto's

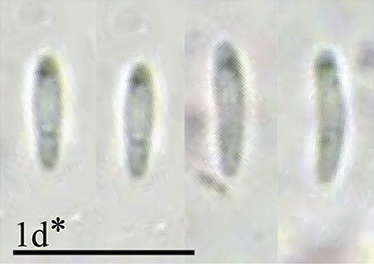
Sporen
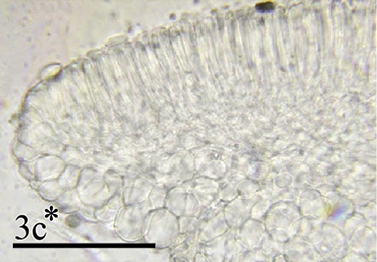
Parafysen